# Pierre-Yves Polomat
Pierre-Yves Polomat (Forte da França, 27 de dezembro de 1993) é um futebolista profissional francês que atua como defensor.

## Carreira
Pierre-Yves Polomat começou a carreira no Saint-Étienne.